# Philip Sinon
Philip Sinon (* 21. September 1963) ist ein ehemaliger seychellischer Mittelstreckenläufer.

## Karriere
Sinon nahm an den Olympischen Sommerspielen 1984 in Los Angeles teil.
Er trat über 800 m und 1500 m an. Er schied jeweils in den Vorläufen aus.